# Budín de verano

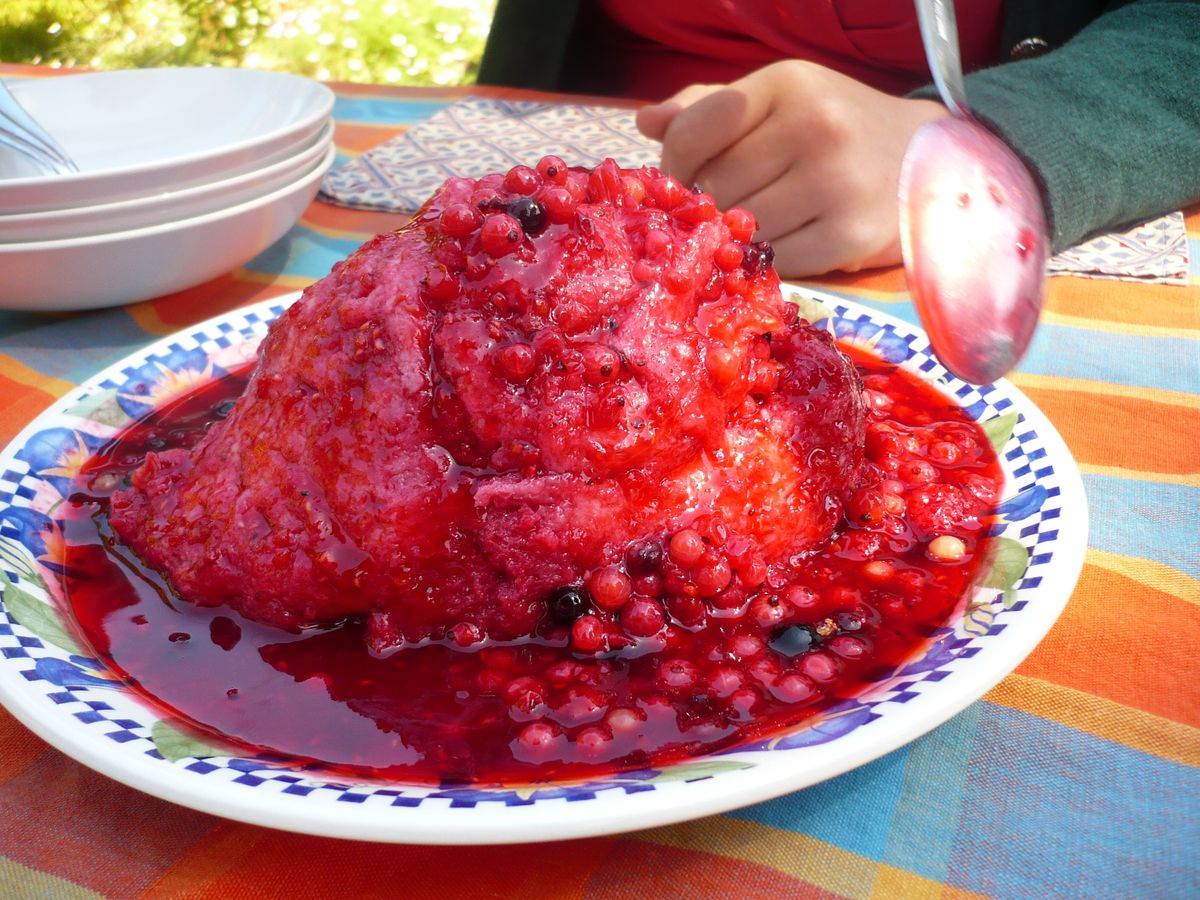
Budín de verano.

El budín de verano (en inglés summer pudding o summer fruit pudding) es un postre británico hecho de rebanadas de pan blanco dispuestas en capas en un cuenco hondo con zumo y fruta, típicamente frambuesa, fresa, grosella negra, roja y blanca, y mora, pero también cerezas y arándanos. La receta fue más popular desde finales del siglo XIX a principios del XX, aunque no se conoce con seguridad su origen.
Es mucho más fácil preparar un budín de verano si el pan está algo duro, porque así el zumo lo empapa mejor y el resultado es más satisfactorio. El budín de verano puede servirse con nata.